# Kriegsgefangenenlager Meschede

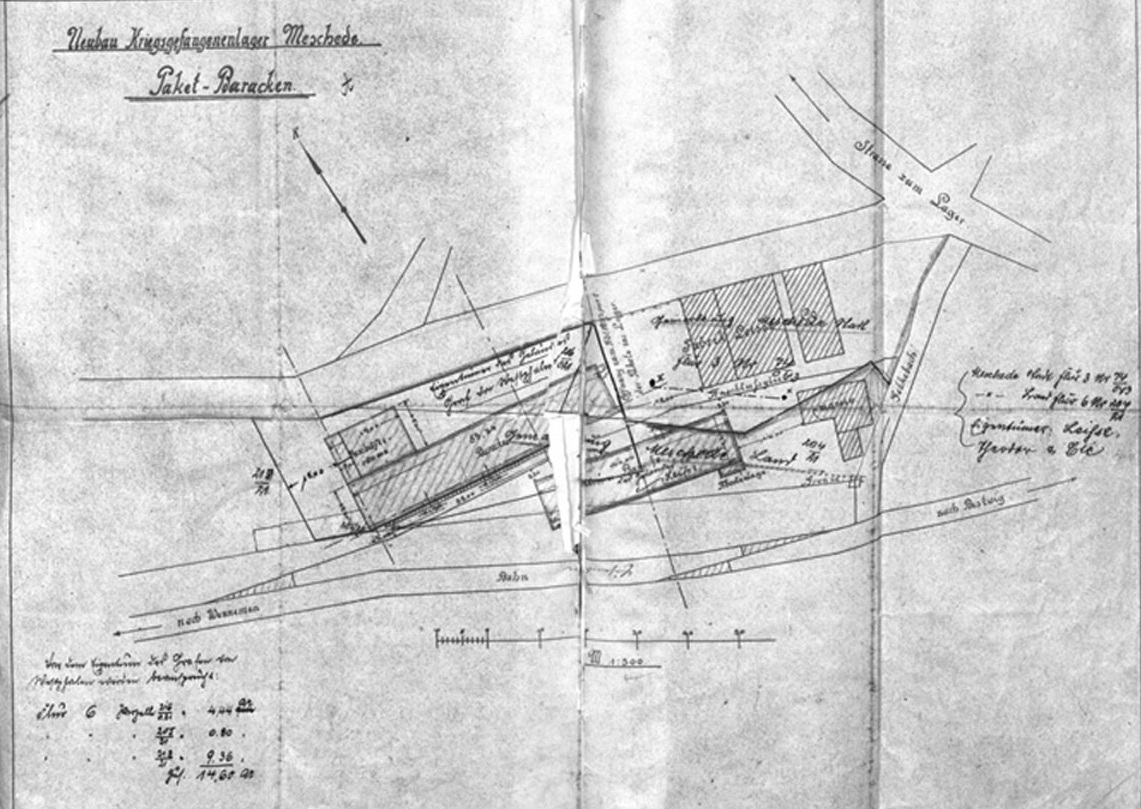
Teilplan des Kriegsgefangenenlagers Meschede aus dem Jahr 1914. Zu sehen ist der Plan der „Paketbaracken“.

Das Kriegsgefangenenlager Meschede war während des Ersten Weltkrieges ein großes Lager zur Unterbringung von Kriegsgefangenen der Entente im sauerländischen Meschede.

## Geschichte
Unmittelbar nach Beginn des Ersten Weltkrieges wurde im Norden der Kreisstadt Meschede ein großes Kriegsgefangenenlager eingerichtet. Die ursprünglichen Planungen von 1914 sahen einen Gesamtbereich von 200 × 500 m vor. Darin sollten 102 Gebäude Platz finden.
Das Gelände gehörte dem Grafen von Westphalen, der es an das deutsche Militär verpachtete. Die Stadt Meschede sorgte für die Erschließung mit Straßen, Wasser- und Stromversorgung. Das Lager unterstand dem XVIII. Armeekorps. Die Wachmannschaft betrug etwa 500 Mann.
Zur Bewachung dienten Wachtürme. Umgeben war das Ganze durch einen Holzzaun und Stacheldraht. Um das Lager herum gab es Stellungen mit Haubitzen, in der Nacht beleuchteten starke Lampen das Lager.

### Kriegsgefangene
Im Oktober 1918 wurden im Lager über 12.000 französische und über 15.000 italienische Soldaten gefangengehalten. Hinzu kamen Soldaten aus anderen Nationen. Zeitweise wurden dort mehr als 28.000 Personen registriert. Dies waren deutlich mehr als Meschede Einwohner (damals 3000) hatte. Allerdings befand sich ein Großteil von ihnen auf Arbeitskommandos in anderen Orten, so dass die Belegung des Lagers selbst deutlich geringer war.
Insgesamt wurden die Gefangenen nach den Regeln der Haager Landkriegsordnung behandelt. Die Haftbedingungen wurden unter anderem durch Vertreter neutraler Staaten überwacht. Zeitgenössische Berichte aus der Anfangszeit des Lagers sprechen allerdings von schlechten hygienischen Bedingungen. Die Versorgung war ebenfalls schlecht und es gab Todesfälle unter den Gefangenen. Auch die Arbeit war hart und wurde teilweise mit Zwangsarbeit verglichen. Kriegsgefangene berichteten von Schlägen mit dem Gewehrkolben und Einsatz von Bajonetten durch die Wachmannschaften.
Die Verhältnisse änderten sich mit dem weiteren Ausbau und der Kontrolle durch ausländische Kommissionen zum Besseren. Das Lager hatte zahlreiche Einrichtungen von der Poststelle über Werkstätten, Unterhaltungseinrichtungen, Lazarett bis hin zu einer Kapelle. Ein französisches Hilfskomitee nahm sich der französischen Gefangenen an.
Insgesamt starben während der Kriegszeit 935 Mann. Sie wurden auf einem eigens angelegten Friedhof, der heute noch als Franzosenfriedhof bekannt ist, bestattet.
Die Kriegsgefangenen wurden in Kommandos aufgeteilt und in der Industrie, im Bergbau etwa in Ramsbeck und vor allem in der Landwirtschaft eingesetzt.
Es gab trotz der Bewachung zahlreiche Fluchtversuche, insbesondere durch das Graben von Tunneln. Diese Versuche wurden von den Deutschen stets entdeckt. Dagegen war die Flucht aus den Außenkommandos erfolgversprechender. Im Oktober 1918 kam es dort zu einer Meuterei der Gefangenen.

### Belgische Zwangsarbeiter
Mit dem Beginn der Aushebung belgischer Zwangsarbeiter ab Oktober 1916 wurde das Kriegsgefangenenlager Meschede eine der Verteilzentren. Die Kriegefangenen wurden mehrheitlich verlegt, um Platz für die Transporte mit mehreren 1000 belgischen Zwangsarbeitern zu machen. Der Seelsorger des Lagers Ferdinand Wagener schätzte ihre Zahl auf etwa 8000. Die Zwangsarbeiter waren unruhig und verweigerten meist die Arbeit. Wegen der Arbeitsverweigerung und Renitenz auch der dort beschäftigten Belgier beantragte die Firmenleitung der Hüstener Gewerkschaft die Einrichtung eines „Erziehungskommandos“, um den Widerstand zu brechen. Es gelang dem mit den Anwebung betrauten Deutschen Industriebüro nur einen kleinen Teil zum Abschluss eines Arbeitsvertrages zu bewegen. Sie erhielten daher auch deutlich weniger Nahrungsmittel als die anderen Gefangenen. Die Sterblichkeit insbesondere infolge Lungenentzündungen war auch wegen des kalten Winters 1916/17 hoch. Erst allmählich kamen Hilfspaketen von einem internationalen Unterstützungskomitee an. Auch in Meschede hatte sich das Mittel der Zwangsarbeit in kriegswirtschaftlicher Sicht als sinnlos erwiesen, so dass es bereits im März 1917 eingestellt wurde.

### Nach dem Krieg
Das Lager war einer der Ausgangspunkte der Revolution von 1918/19 im eher ländlichen Sauerland. Es war eine der größten militärischen Einrichtungen mit zahlreichen ortsfremden Soldaten in den Wachmannschaften. Die Insassen des Militärarrestes wurden befreit und ein Soldatenrat gebildet. Die revolutionären Soldaten organisierten einen Ordnungsdienst, der unter anderem den örtlichen Bahnhof kontrollierte. Vom Soldatenrat gingen auch Impulse zur Gründung eines Arbeiterrates in der Stadt Meschede aus.
Nach der Auflösung des Gefangenenlagers wurden vorübergehend von der Front zurückkehrende Soldaten und wohnungslose Familien dort untergebracht. Aus dem Lagerbereich entstand ein neuer Stadtteil Meschedes. Noch heute erinnert der Name Lagerstraße an die Vergangenheit.